# Almócita
Almócita és una localitat de la província d'Almeria, Andalusia. L'any 2005 tenia 167 habitants. La seva extensió superficial és de 30 km² i té una densitat de 5,6 hab/km². Les seves coordenades geogràfiques són 37° 00′ N, 2° 47′ O. Està situada a una altitud de 834 metres i a 54 kilòmetres de la capital de la província, Almeria.